# Шереметьевский (Долгопрудный)
Шереме́тьевский (Шереме́тьево, Шереме́тьевка) — микрорайон города Долгопрудный Московской области (с 2003 года), расположенный возле платформы Шереметьевская Савёловского направления Московской железной дороги.

## История
Поселение Шереметьевский возникло около 1901 года как дачная местность возле станции Шереметьевская на лесных угодьях, принадлежащих графу Сергею Дмитриевичу Шереметеву.
До 1934 г. посёлок Шереметьевский состоял из семи дач, «некогда принадлежавших Михеевым, Васильевым и другим». По данным всесоюзной переписи населения 1926 года в посёлке Шереметьевском было 16 домохозяйств (из них 15 — крестьянских), в которых проживало 74 человека (37 мужчин и 37 женщин).
Интенсивное развитие поселения началось в 1934 г., когда в результате строительства канала Москва-Волга на территории Московской области её значительная часть попадала под затопление. В связи с этим некоторые населённые пункты подлежали упразднению, а жители — переселению. Под затопление попали деревня Хлебниково, частично — дачный посёлок Хлебниково и село Котово Коммунистического района (Московская область). Жилые дома из зоны затопления были перенесены в посёлок Шереметьевский строителями канала.
За счёт переноса старых домов из зоны затопления и строительства новых к 1939 году в посёлке Шереметьевском было уже 375 домов с 5500 жителями.
4 января 1939 г. был образован Краснополянский район Московской области с административным центром в рабочем посёлке Красная Поляна. В этот район который вошла территория Трудового и Коммунистического районов (от Окружной железной дороги до Белого Раста), в том числе — дачные посёлки Хлебниково и Шереметьевский.
26 марта 1939 г. указом Президиума Верховного совета РСФСР утвержден официальный статус — дачный посёлок Шереметьевский.

### Офицерский посёлок

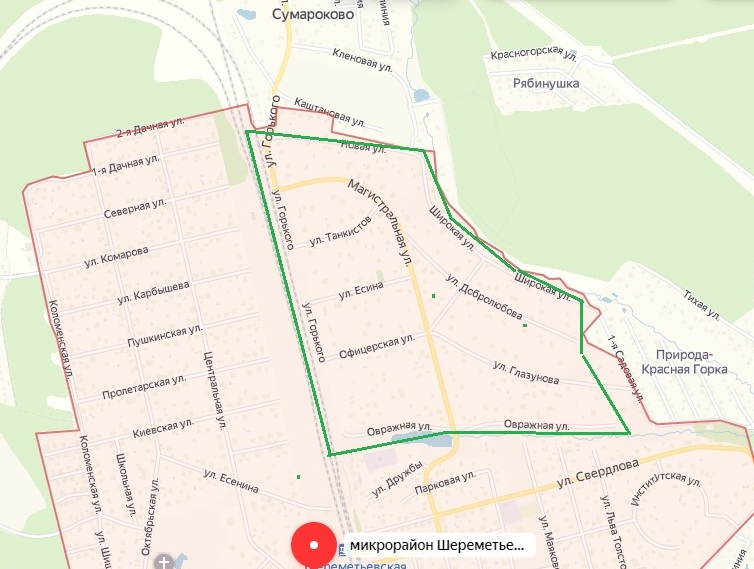
Офицерский посёлок в границах микрорайона Шереметьевский

После победы в Великой Отечественной войне в соответствии с Постановлением СНК СССР «в целях улучшения жилищных условий» заслуженным генералам и офицерам Красной Армии в ряде районов Подмосковья было начато строительство дачных «офицерских посёлков».
В посёлке Шереметьевский участки для строительства дач офицерского посёлка были выделены на территории, примыкавшей к железнодорожному пути — от платформы Шереметьевская в направлении деревни Сумароково.
Вдоль дороги на станцию (ныне это улица имени М. Горького) ветераны Великой Отечественной войны — жители нового посёлка высадили берёзовую аллею В память об их боевом прошлом в посёлке были названы улицы Офицерская и Танкистов. Улица Глазунова наименована в честь дважды Героя Советского Союза генерал—лейтенанта В. А. Глазунова. Одна из улиц носит имя генерал—майора танковых войск Петра Николаевича Есина.
К 65-летию окончания войны на перекрёстке улиц М. Горького и Магистральной (55°59′37″ с. ш. 37°29′43″ в. д.) была установлена мемориальная мраморная стела с фамилиями 82 бывших жителей посёлка, внёсших свой вклад в Великую победу.
Среди них:
- Дважды Герой Советского Союза, первый командующий Воздушно-десантными войсками, генерал-лейтенант Василий Афанасьевич Глазунов
- Герой Советского Союза, гвардии полковник. Пётр Степанович Луценко
- Герой Советского Союза, генерал-лейтенант авиации Юрий Борисович Рыкачёв
- Герой Советского Союза, генерал-лейтенант артиллерии Михаил Иванович Соболев

- Андреев, Сергей Павлович — генерал-майор авиации, командир гвардейской бомбардировочной дивизии, в состав которой входил полк «Нормандия — Неман»[7]
- Болховитинов Виктор Фёдорович — генерал—майор инженерно- авиационной службы, авиаконструктор
- Бураков, Иван Владимирович — генерал—майор инженерно—технической службы[8]
- Грендаль Дмитрий Давыдович — генерал—лейтенант авиации
- Есин, Пётр Николаевич — генерал—майор танковых войск[9]
- Журавлев Евгений Петрович — командующий армиями, генерал—лейтенант
- Иванов Лев Николаевич — участник Парижской мирной конференции, главный эксперт по военным флотам, академик АН СССР
- Колобяков Александр Филаретович — член Военного Совета Брянского фронта, генерал—майор
- Лебедев, Пётр Семёнович — член Военного Совета 59-й армии, генерал—майор[10]
- Мальцев, Илья Константинович — генерал—майор, участник гражданской войны, войны с Финляндией и ВОВ[11]
- Орлов, Василий Иванович — контр—адмирал[12][13]
- Павловский, Константин Никанорович — генерал—лейтенант медицинской службы[14]
- Пласков, Григорий Давидович — генерал—лейтенант артиллерии[15].
- Степанов, Дмитрий Степанович — генерал—лейтенант участник войны с Финляндией, ВОВ и войны с Японией[16]
- Шабалин, Николай Иванович — генерал—майор[17]
- Рузаков Григорий Александрович — подполковник морской авиации.

Анисимов Николай Павлович — генерал—майор, командир дивизии

Барсегян Мириан Хачатурович — полковник пограничных войск

Бершак Иван Петрович — подполковник

Бершак Валентин Иванович - лейтенант

Богус Вячеслав Францевич — полковник, Герой Польской Народной Республики

Борисов Сергей Ефимович — полковник медицинской службы

Борисова Анна Ивановна - майор медицинской службы

Валитов Рашид Фатыхович — инженер—полковник бронетанковых войск

Виценко Василий Михайлович — полковник

Власов Николай Михайлович — генерал—лейтенант

Власов Пётр Игнатьевич — полковник

Возилов Трофим Павлович — полковник

Гегин Дмитрий Петрович — подполковник

Гликман Фома Захарович — майор медицинской службы

Гликман-Соколова Глафира Николаевна — майор медицинской службы

Гресько Фёдор Макарович — полковник

Гулякевич Василий Иванович — полковник

Давыдов Михаил Тихонович — инженер—полковник бронетанковых войск

Еременко Игнат Андреевич — полковник бронетанковых войск

Ерхов Иван Степанович — майор медицинской службы

Жуков Анатолий Яковлевич — полковник авиации
 
Иванова Нина Оттовна — участник обороны Москвы, создатель музея Славы жителей посёлка

Казаков Семён Михайлович — полковник бронетанковых войск

Казаринов Сергей Александрович — полковник инженерных войск

Карасик Григорий Владимирович — инженер—полковник

Коноплев Михаил Павлович — инженер—полковник бронетанковых войск

Коньков Фёдор Степанович — подполковник танковых войск
  
Кузнецов Алексей Харитонович — генерал—майор

Куликов Павел Григорьевич — полковник

Курсаков Владимир Васильевич — полковник интендантской службы

Лобанов Иван Иванович — майор бронетанковых войск

Лопухов Иван Прокопьевич — полковник

Медведев Владимир Абрамович — генерал—майор

Мерзликин Василий Петрович — рядовой

Мерзликина Зинаида Ивановна — рядовой

Мешалкин Фёдор Михайлович — полковник

Мироненко Иван Сергеевич — военврач

Миронов Александр Григорьевич — полковник, замкомдив

Миронов Владимир Петрович — генерал—майор

Миронова Зинаида Францевна — майор медицинской службы
 
Михайлов Александр Васильевич — инженер—полковник бронетанковых войск

Молчанов Виктор Дмитриевич — инженер—полковник

Мышляев Николай Петрович — уполномоченный ГКО по снабжению Москвы и Московской области хлебопродуктами

Николаев Александр Семёнович — генерал—майор топографической службы

Новиков Иван Васильевич — генерал—майор

Никольский Николай Михайлович — генерал—лейтенант ветеринарной службы

Обыден Михаил Васильевич — генерал—майор

Осипенко Константин Трифонович — полковник медицинской службы

Островский Антон Антонович — генерал—майор ветеринарной службы

Парфёнов Лев петрович — полковник юстиции

Разумов Михаил Семёнович — инженер—полковник бронетанковых войск

Рузаков Григорий Александрович — подполковник морской авиации

Рукодельцев Иван Степанович — полковник

Сидлеров Фёдор Герасимович — сержант

Смелов Иван Тимофеевич — генерал—майор интендантской службы

Смирнов Ефим Ефимович  — полковник
 
Соловьёв В. А. — рядовой
 
Солонин Иван Михайлович — инженер—полковник

Степанов Константин Степанович — полковник бронетанковых войск

Турчанинов Павел Игнатьевич — полковник авиации

Хвостов Василий Иванович — майор

Черниговский Георгий Николаевич — полковник авиации

Чистяков Владимир Алексеевич — генерал—майор интендантской службы

Шамашкин Модест Абрамович — генерал—майор медицинской службы

Щеголев Иван Андреевич  — полковник интендантской службы

### Изменения административного подчинения
До середины 1959 года дачный посёлок Шереметьевский входил в состав Краснополянского района Московской области, районным центром был город Долгопрудный.
В июне 1959 года Краснополянский район был упразднён, а его территория включена в состав Химкинского района. В Химкинский район, ставшим одним из крупнейших районов Московской области, в числе прочих, были передан и город Долгопрудный, и посёлок Шереметьевский.
В декабре 1960 года дачный посёлок Шереметьевский вошёл в состав Мытищинского района. Долгопрудный остался в составе Химкинского района.
В феврале 1963 года сельская территория вошла в состав Мытищинского укрупнённого сельского района. Дачный посёлок Шереметьевский перешёл в административное подчинение городу Долгопрудный.
В июле 1973 года дачный посёлок Шереметьевский был преобразован в рабочий посёлок с тем же наименованием, при этом он остался в административном подчинении города областного подчинения Долгопрудный.
В августе 2003 году рабочий посёлок Шереметьевский и село Павельцево были включены в состав города Долгопрудный.

## Промышленность
В микрорайоне расположены фабрика театральных принадлежностей, кирпичный завод («Хлебниковский кирпичный завод»), плодоовощная база Вегетта (иногда Хлебниковская овощная база, ранее Тимирязевская овощная база). Овощная база является одной из трёх крупнейших плодоовощных баз Москвы и области. Рядом с базой имеется таможенный терминал. Также на территории базы имеется развитая инфраструктура.

## Известные жители
- Василий Афанасьевич Глазунов (1895—1967) — генерал-лейтенант, дважды Герой Советского Союза, первый командующий воздушно-десантными войсками, участник Первой мировой, Гражданской и Великой Отечественной войн.
- Ефим Афанасьевич Щаденко (1885—1951) — генерал-полковник, член РВС 2-й Конной армии.
- Василий Васильевич Кузнецов (Василий Солнечный, 1896—1978) — педагог, поэт, краевед. Организатор литературной группы «Полдень». С 1926 года печатался в журнале «Жёрнов». Член Всероссийского Общества Крестьянских писателей (ВОКП). Похоронен на Шереметьевском кладбище.
- Владимир Александрович Пешехонов (1949—2012) — поэт, прозаик. Член редколлегии альманаха «Долгие пруды» (2002), член редколлегии альманаха «Горожане» (2003 и 2005 гг.), редактор литературной страницы «Литературный Долгопрудный» в газете «Долгие пруды» (2007).
- Чехлов, Валерий Иванович (1941—2006) — математик, автор работ по функциональному и математическому анализу.

Международный аэропорт Шереметьево получил своё название от этого посёлка, хотя посёлок находится в нескольких километрах к востоку от аэропорта.

## Образование
На территории поселка расположена одна СОШ (Средняя общеобразовательная школа) :
- МБОУ СОШ № 4[28]

## Комментарии
1. ↑  70-летняя годовщина образования первого офицерского поселка в городе Чехов Московской области была отмечена в 2015 году по инициативе Общероссийского Народного Фронта и Российского военно-исторического общества.
2. ↑  В лесу на окраине офицерского посёлка сохранились остатки сооруженных в 1941 году земляных оборонительных укреплений.